# 닥터 두리틀 (1998년 영화)
《닥터 두리틀》(영어: 
Dr. Dolittle 혹은 영어: Doctor Dolittle)은 미국에서 제작된 베티 토머스 감독의 1998년 판타지 코미디 영화이다. 이 영화는 아동 문학 시리즈 둘리틀 선생에 기반하였으나 원작 이야기를 직접 차용하지는 않았다. 에디 머피 등이 출연하였고, 존 데이비스 등이 제작에 참여하였다.
2001년 속편 《닥터 두리틀 2》가 개봉하였다.

## 출연진

### 실물
- 에디 머피 - 존 둘리틀 선생 역
- 오시 데이비스 - 아처 둘리틀 역
- 올리버 플랫 - 마크 웰러 의사 역
- 피터 보일 - 캘러웨이 씨 역
- 리처드 시프 - 진 라이스 의사 역
- 크리스틴 윌슨 - 리사 둘리틀 역
- 제프리 탬버 - 피시 의사 역
- 카일라 프랫 - 마이아 둘리틀 역
- 레이븐시몬 - 셔리스 둘리틀 역
- 스티븐 길본
- 폴 지어마티
- 프루잇 테일러 빈스

### 목소리
- 놈 맥도널드 - 개 러키 역
- 앨버트 브룩스 - 벵골호랑이 제이컵 "제이크" 역
- 크리스 록 - 기니피그 로드니 역
- 레니 샌토니
- 존 레귀자모
- 줄리 캐브너
- 게리 섄들링
- 엘런 디제너러스
- 브라이언 도일머리
- 제나 엘프먼
- 길버트 곳프리드
- 아치 한
- 톰 톨스
- 폴 루번스
- 로이스 D. 애플게이트
- 조너선 리프니키
- 해밀턴 캠프

## 기타 제작진
- 협력 제작: 스테프 레이디
- 배역: 낸시 포이
- 미술: 윌리엄 A. 엘리엇
- 의상: 섀런 데이비스

## 우리말 녹음
MBC 성우진
- 이인성 - 둘리틀 (에디 머피)
- 김용식 - 캘러웨이 (피터 보일)
- 박지훈 - 러키 (놈 맥도널드)
- 이상범 - 마크 (올리버 플랫)
- 김호성 - 진 (리처드 시프)
- 김아영 - 리사 (크리스틴 윌슨)
- 배정민 - 셔리스 (레이븐시몬)
- 문남숙 - 마이아 (카일라 프랫)
- 김서영 - 로드니 (크리스 록)
- 박태호
- 이미자
- 황윤걸
- 손원일
- 양희문
- 윤복성
- 윤성혜
- 이철용
- 김기철
- 김민성
- 정재헌